# Calosoma inquisitor
Espèce
Calosoma inquisitor est une espèce d'insectes coléoptères carnivores de la famille des Carabidae, du genre Calosoma et du sous-genre Calosoma (Calosoma).

## Description
C'est un calosome de teinte généralement brun foncé (mais il existe beaucoup de variétés chromatiques : bleu foncé, cuivré à bordure verte), qui a une taille comprise entre 15 et 29 mm. Capable de voler.

## Distribution
Europe (jusqu'au sud de la Scandinavie), Afrique du Nord, à l'est jusqu'en Asie mineure, Iran, Caucase avec des populations isolées dans l'est de la Sibérie et au Japon.

## Écologie
C'est un prédateur terrestre diurne, se nourrissant de divers petits invertébrés et de leurs larves (spécialement de chenilles de Géométridés, Lymantridés, Thaumatopoeidés et Tortricidés). L'imago, capable de voler, se déplace aussi dans le feuillage des arbres et arbustes à la recherche de ses proies et se laisse tomber au sol s'il est inquiété (phénomène de thanatose). Les larves vivent uniquement dans le sol et sont aussi prédatrices.

## Dénomination
Calosoma inquisitor a été décrit par Carl von Linné en 1758 sous le protonyme Carabus inquisitor.

## Sous-espèces
Selon BioLib (22 avril 2018) :
- Calosoma inquisitor cupreum Dejean, 1826
- Calosoma inquisitor inquisitor (Linnaeus, 1758)

## Protection
Peu abondant dans la région, il fait partie des invertébrés strictement protégés en Wallonie (Belgique).